# 乔治·德海韦西

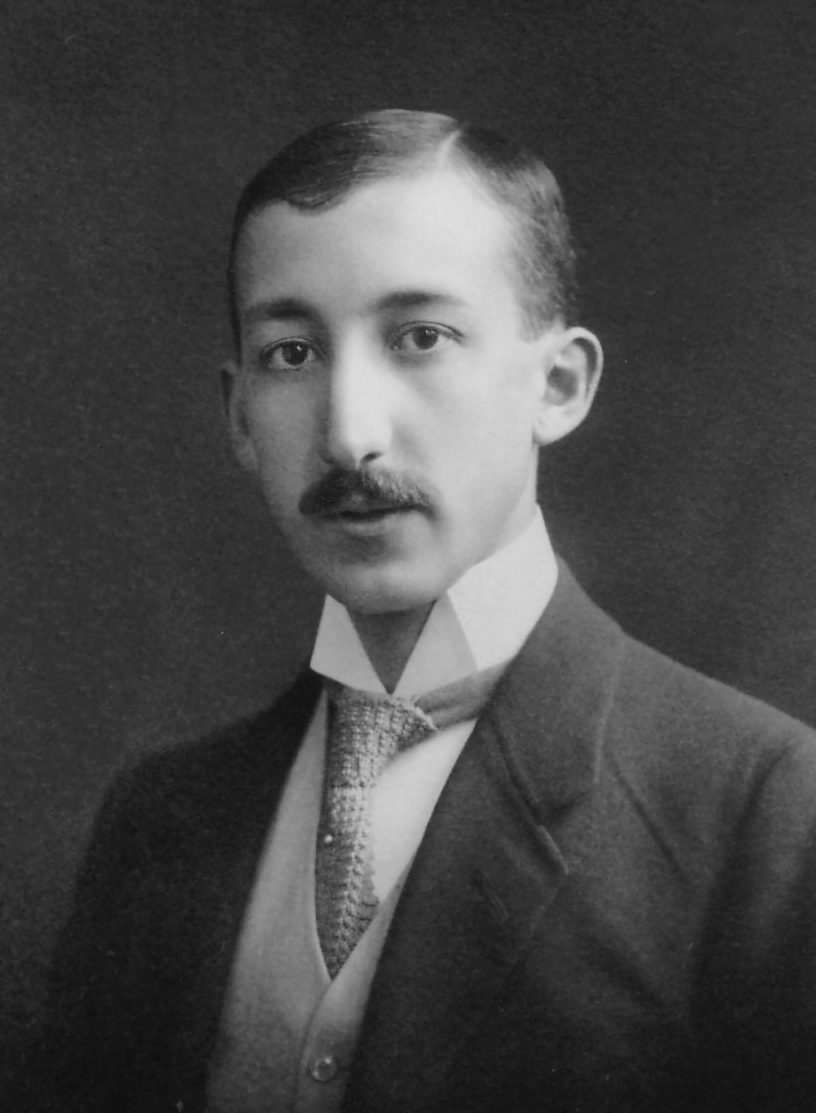
乔治·德海韦西

乔治·查尔斯·德海韦西（德語：George Charles de Hevesy，1885年8月1日—1966年7月5日），匈牙利语名海韦西·哲尔吉（匈牙利語：Hevesy György），匈牙利化学家，1944年获1943年度的诺贝尔化学奖。

## 生平
1885年出生于布达佩斯。1966年逝世于弗萊堡。